# دخترک رام‌نشده
دخترک رام‌نشده (انگلیسی: Little Wildcat) یک فیلم کمدی صامت کوتاه آمریکایی است که در سال ۱۹۲۲ منتشر شد. از بازیگران این فیلم می‌توان به اولیور هاردی، آلیس کلهون، آرتور هویت، فرانک هال کرین، رمزی والاس، هربرت فرانتیر و جیمز فارلی اشاره کرد.